# متروی قازان
متروی قازان (روسی: Каза́нское метро́) سیستم قطار شهری زیرزمینی در قازان، روسیه است.
این مترو که در سال ۲۰۰۵ تأسیس شده دارای ۱ خط، ۱۰ ایستگاه و ۱۵٫۸ کیلومتر طول می‌باشد.

## نگارخانه

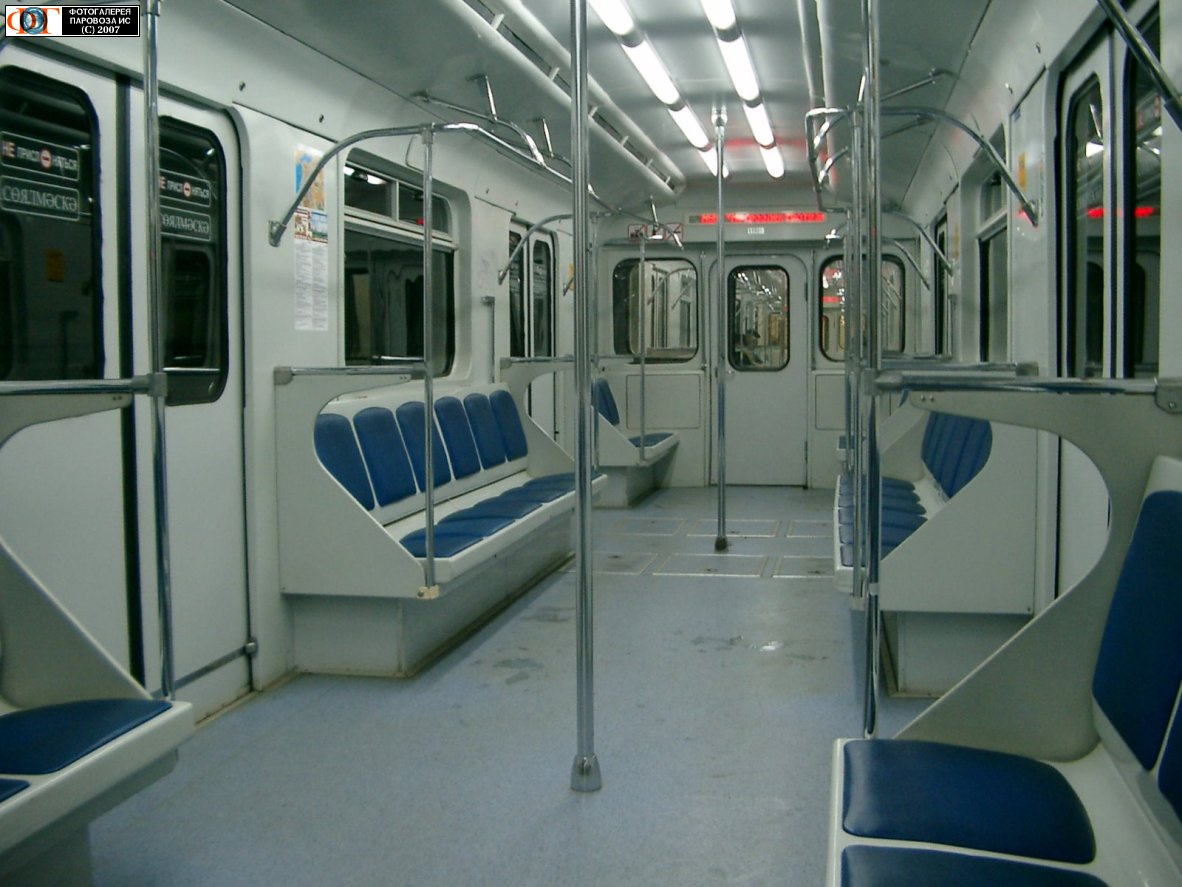
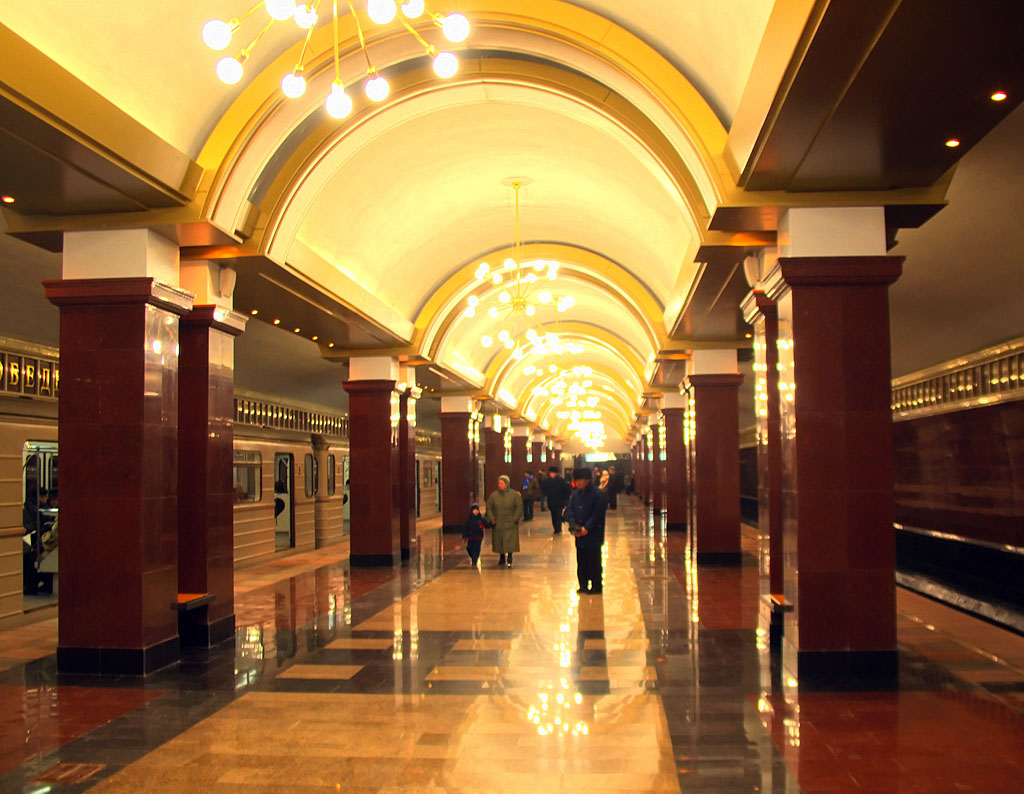
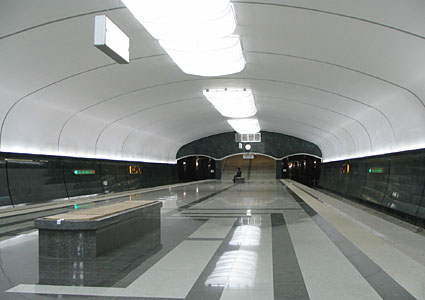
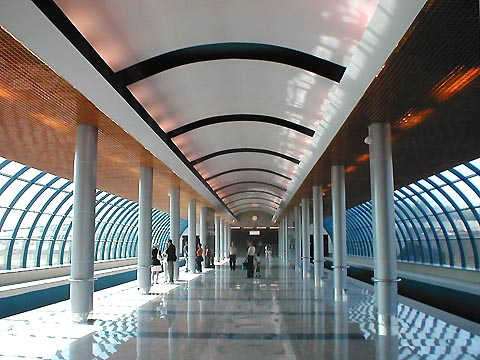
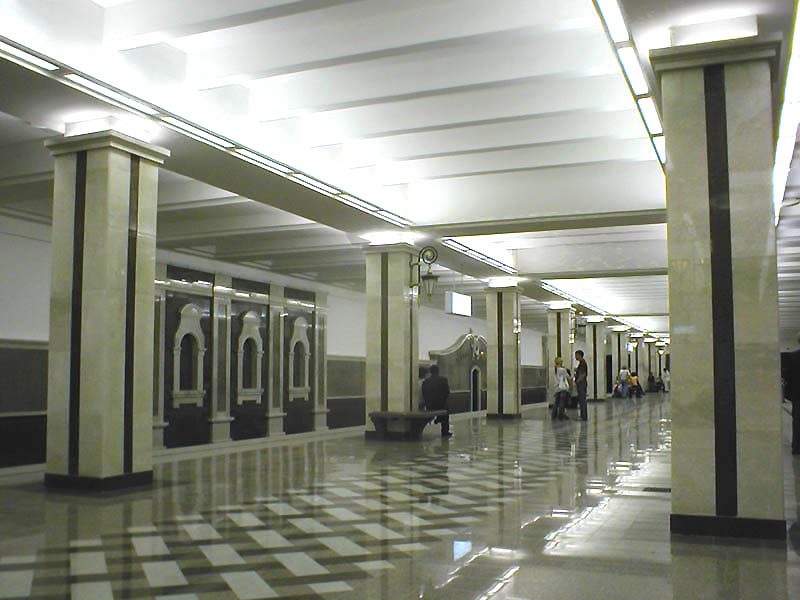
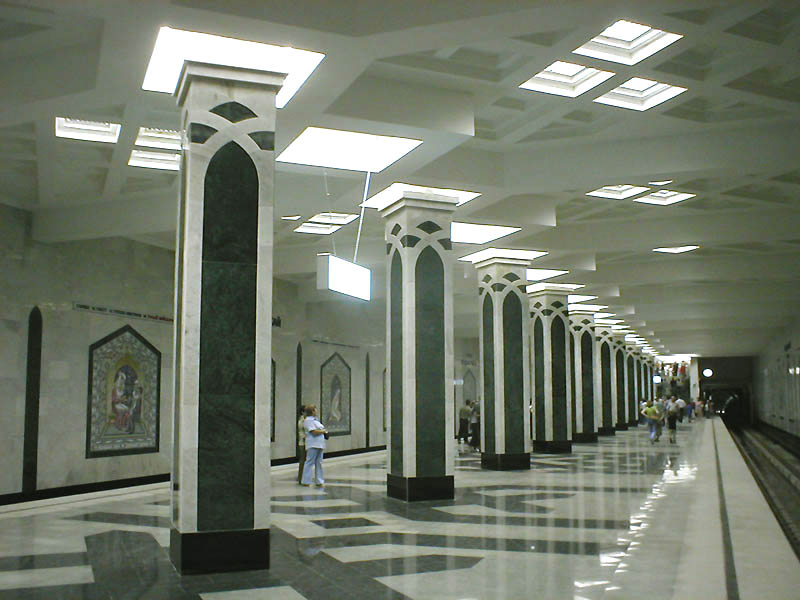
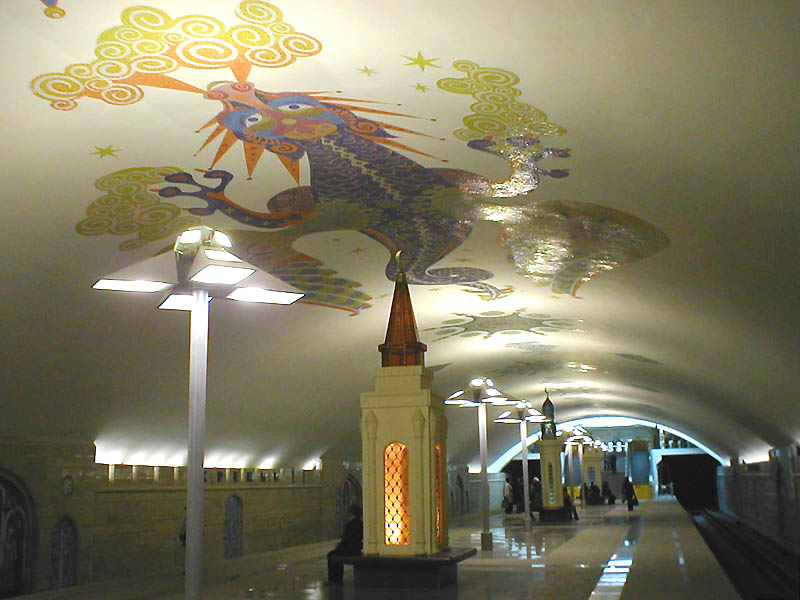
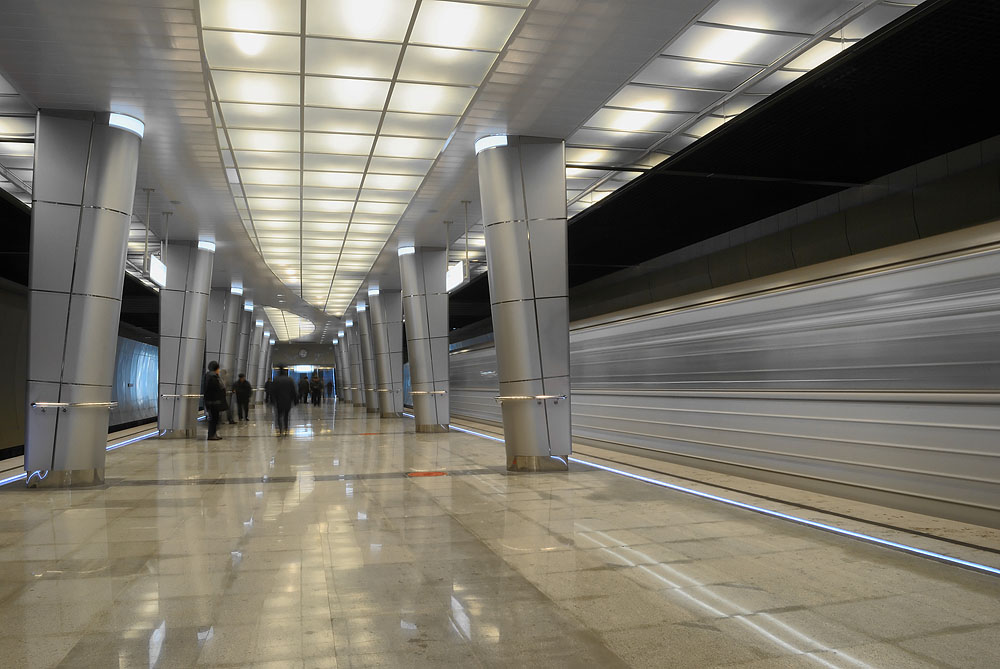
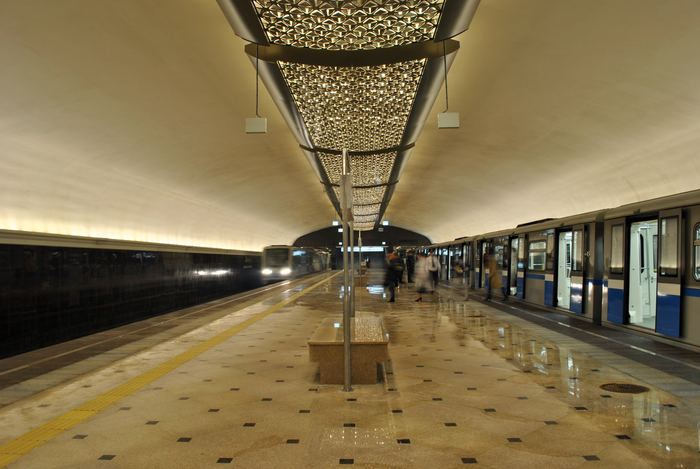
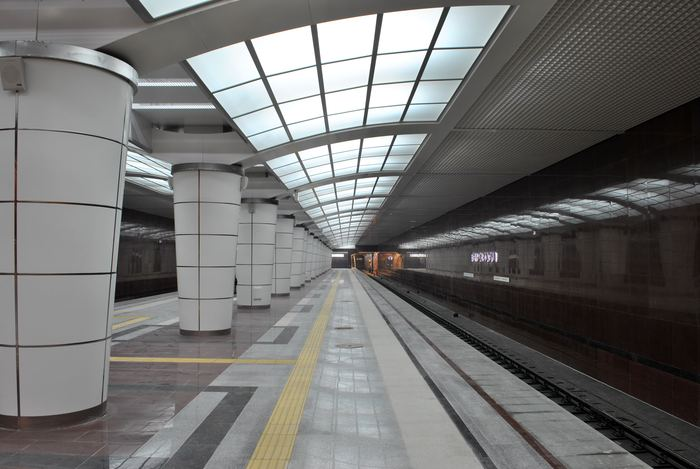
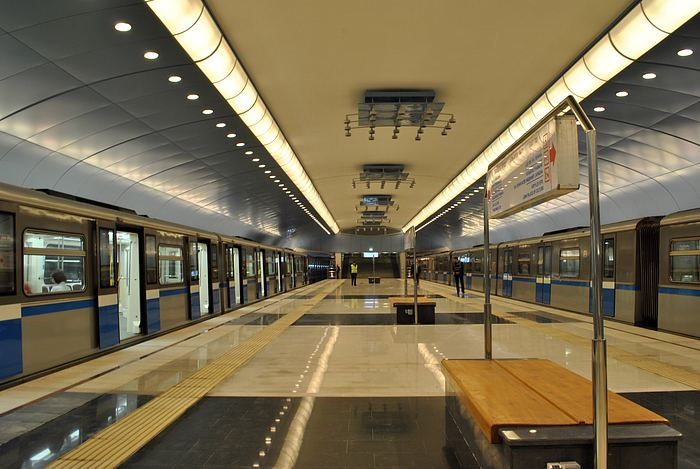